# مویلح، حماة
مویلح (به عربی: مویلح) یک روستا در سوریه است که در ناحیه سعن واقع شده‌است. مویلح ۲۲۵ نفر جمعیت دارد.